# サン・フェリーチェ・デル・ベナーコ
サン・フェリーチェ・デル・ベナーコ（伊: San Felice del Benaco）は、イタリア共和国ロンバルディア州ブレシア県にある、人口約3,500人の基礎自治体（コムーネ）。
ガルダ湖（ベナーコ湖）畔の町である。

## 地理

### 位置・広がり

#### 隣接コムーネ
隣接するコムーネは以下の通り。括弧内のVRはヴェローナ県所属を示す。
- ガルダ (VR)
- マネルバ・デル・ガルダ
- プエニャーゴ・スル・ガルダ
- サロ
- トッリ・デル・ベーナコ (VR)

### 地震分類
イタリアの地震リスク階級 (it) では、2 に分類される
。